# Verwaltungsgemeinschaft An der Finne
Die Verwaltungsgemeinschaft An der Finne war eine Verwaltungsgemeinschaft im Burgenlandkreis im Süden des Bundeslandes Sachsen-Anhalt. Sie hatte 20 Mitgliedsgemeinden mit insgesamt 13.351 Einwohnern (Stand: 31. Dezember 2006) auf einer Gesamtfläche von 270 km². Sitz der Verwaltungsgemeinschaft war Bad Bibra. In ihrem Namen widerspiegelte sich die Lage der meisten Mitgliedsgemeinden auf oder am Höhenzug Finne.

## Geschichte
Die Verwaltungsgemeinschaft entstand am 1. Januar 2005 zunächst aus den ehemaligen Verwaltungsgemeinschaften Finne und An der Finne (Sitz Eckartsberga) sowie aus den Gemeinden Memleben und Wohlmirstedt aus der Verwaltungsgemeinschaft Mittlere Unstrut, den Gemeinden Golzen und Thalwinkel aus der  Laucha an der Unstrut und aus der Gemeinde Klosterhäseler, die bis dahin der Verwaltungsgemeinschaft Bad Kösen angehörte. Zum 1. Januar 2007 wechselten auch die Gemeinden Möllern und Taugwitz von der Verwaltungsgemeinschaft Bad Kösen in die Verwaltungsgemeinschaft An der Finne. Zum 1. Juli 2009 wurde sie aufgelöst, die Gemeinden wurden in der neu geschaffenen Verbandsgemeinde An der Finne zusammengefasst.

## Die Gemeinden
| - Altenroda - Stadt Bad Bibra - Billroda - Bucha - Burgholzhausen | - Stadt Eckartsberga - Golzen - Herrengosserstedt - Kahlwinkel - Klosterhäseler | - Lossa - Memleben - Möllern - Saubach - Steinburg | - Taugwitz - Thalwinkel - Tromsdorf - Wischroda - Wohlmirstedt |

Koordinaten: 51° 12′ 0″ N, 11° 34′ 0″ O